# دورا یسائیان
دورا گارگینی یسائیان (ارمنی: Դորա Գարեգինի Եսայան؛  زادهٔ ۲۷ اکتبر ۱۹۲۶ - درگذشته ۵ آوریل ۱۹۹۴) مترجم اهل ارمنستان بود.

## زندگی‌نامه
وی در ۲۷ اکتبر ۱۹۲۶ در واغارشاپات به دنیا آمد و از دانشکده فلسفه دانشگاه دولتی ایروان فارغ‌التحصیل گشت. وی عضو اتحادیه نویسندگان اتحاد شوروی بود. وی همچنین برندهٔ جوایزی همچون چهره فرهنگی شایسته ارمنستان شوروی شده‌است. وی در ۵ آوریل ۱۹۹۴ در سن ۶۷ سالگی در ایروان درگذشت.